# Whorlton Castle

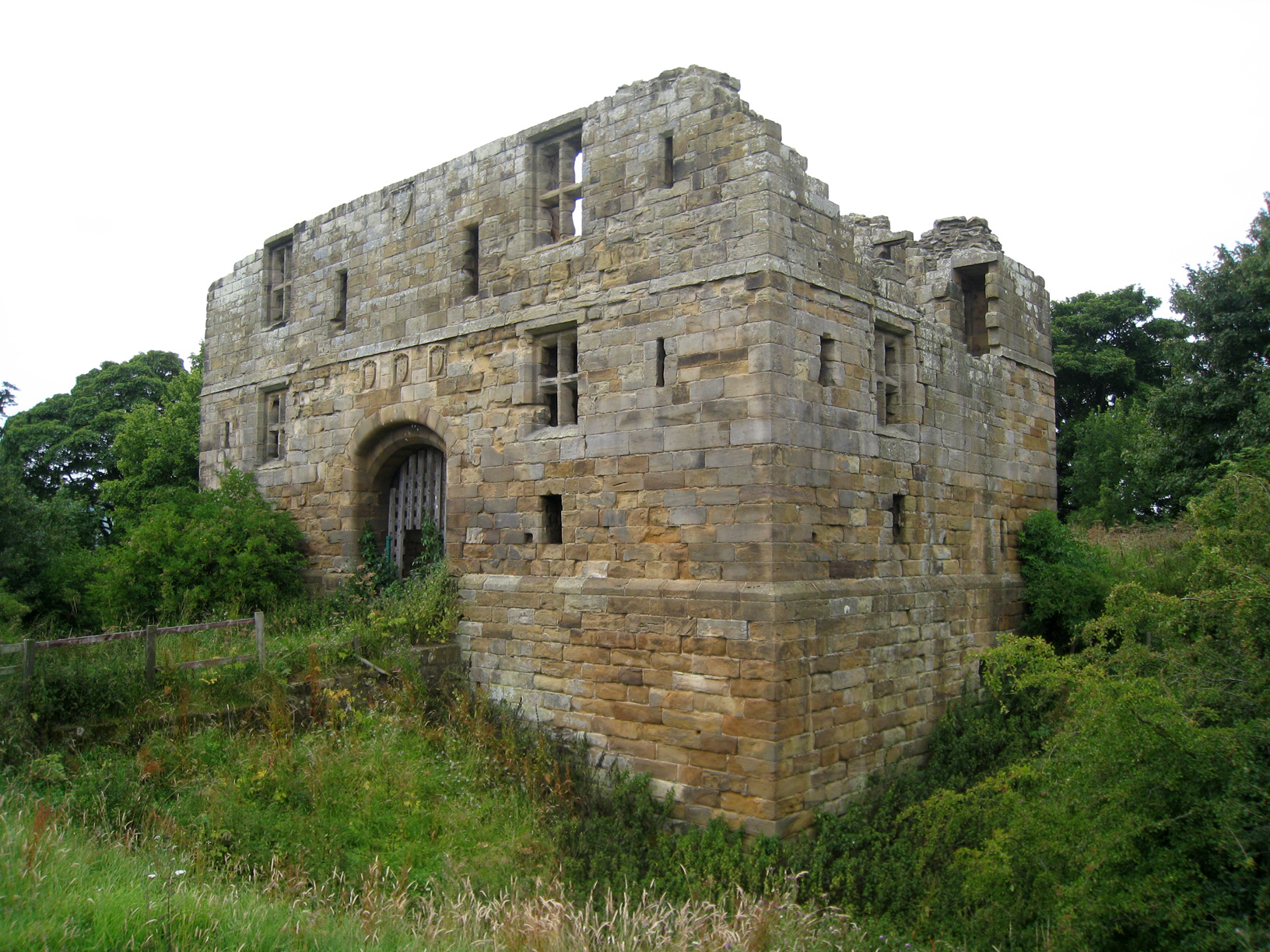
Ruine des Torhauses von Whorlton Castle

Whorlton Castle ist eine Burgruine in der Nähe des früheren Dorfes Whorlton in der englischen Verwaltungseinheit North Yorkshire. Die Burg wurde Anfang des 12. Jahrhunderts als normannische Motte in Zusammenhang mit der nahegelegenen Siedlung errichtet. Ungewöhnlich für eine Motte ist, dass diese Burg das ganze Mittelalter hindurch bis in den Beginn der Neuzeit hinein genutzt wurde. Die zur Überwachung einer wichtigen Straße am Westrand der North York Moors erbaute Burg verfiel schon Mitte des 14. Jahrhunderts zu einer Ruine. Dennoch blieb das Gelände mindestens bis zum Beginn des 17. Jahrhunderts bewohnt. Von der Burg selbst ist heute nur noch wenig erhalten, nur die Überreste einiger Keller oder Untergeschosse. Ebenfalls erhalten sind die Außenmauern eines Torhauses aus dem 14. Jahrhundert, allerdings in bedauernswertem Zustand. English Heritage hat Whorlton Castle als historisches Bauwerk I. Grades gelistet. Die Burg ist in privater Hand, ist aber öffentlich zugänglich.

## Geschichte

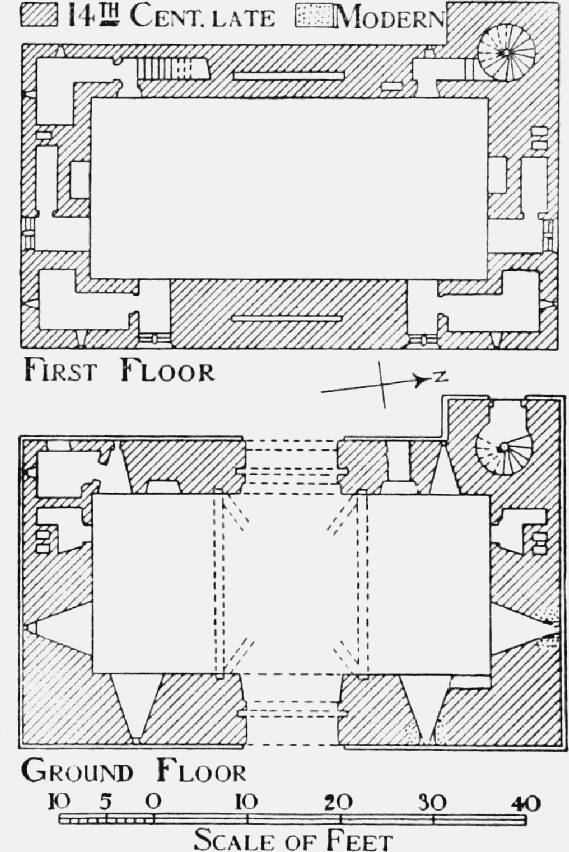
Grundriss des Torhauses von Whorlton Castle

Die Burg wurde Anfang des 12. Jahrhunderts auf dem Grat der Castle Bank, einer Hügelkette zwischen den Dörfern Faceby und Swainby, angelegt. Sie liegt über einem kleinen Dorf, durch das die Straße von Thirsk nach Stokesley verläuft. Im 13. Jahrhundert wurde die Burg „Hwernelton“ oder „Potto Castle“ genannt. (Das Dorf Potto gehört zur selben Gemeinde.) Zu Zeiten des Domesday Book soll Whorlton Robert de Conteville, dem Halbbruder von Wilhelm dem Eroberer, gehört haben. Später fiel das Anwesen an die Familie Meynell, die dann die Burg bauen ließ.
Es ist nicht bekannt, wann genau die Burg gebaut wurde, aber in ihrer ersten Phase dürfte sie eine hölzerne Festung auf einem ungefähr rechteckigen Mound mit einer Grundfläche von 60 Meter × 50 Meter gewesen sein. Der Mound wurde von einem trockenen Burggraben umschlossen, der bis zu 20 Meter breit und 5 Meter tief war. Darum herum war ein 2,5 Meter hoher Wall angelegt. Der größte Teil des Grabens ist heute noch erhalten, nur das südöstliche Viertel wurde mit einer modernen Straße überbaut. Daran angebaut war eine befestigte Einfriedung, in der Dorf und Kirche lagen.
Die Burg verfiel Anfang des 14. Jahrhunderts oder wurde in dieser Zeit abgerissen; eine Quelle von 1343 beschreibt sie als Ruine. Mitte des 14. Jahrhunderts fiel das Anwesen durch Heirat an John Darcy, der enge Verbindungen zum königlichen Hof hatte. Darcy ließ an der Burg wesentliche Veränderungen vornehmen und den Mound einebnen, damit er eine Basis für einen neuen Donjon mit einem befestigten Torhaus knapp östlich davon erhielt. Es ist nicht bekannt, ob es auch eine Kurtine gab – man findet davon jedenfalls keine Überreste auf dem Anwesen –, aber die Burg wäre wohl ohne sie extrem schwer zu verteidigen gewesen. Das Fehlen jeglichen Beweises für eine Kurtine mag einfach dem viele Jahrhunderte lang andauernden Steindiebstahl geschuldet sein.
Whorlton Castle blieb bis 1418 in den Händen der Darcys, dann erbte Elizabeth Darcy nach dem Tod ihres Vaters Philip Darcy die Burg. Sie war mit Sir James Strangways verheiratet. Die Strangways hielten die Burg bis 1541, als Erbstreitigkeiten dazu führten, dass sie an die Krone fiel. König Heinrich VIII. verlehnte Burg und Anwesen an Matthew, Earl of Lennox, dessen ältester Sohn Henry Stuart, Lord Darnley, war. Die Countess of Lennox schrieb im Herbst 1561 an Maria Stuart, vermutlich von Whorlton Castle aus, und schlug eine Heirat zwischen ihr und Lord Darnley vor. Die örtliche Überlieferung erzählt, dass der Ehevertrag 1565 auf Whorlton Castle unterzeichnet worden sei, tatsächlich wurde er in Stirling unterzeichnet.
Anschließend kam die Burg wieder in den Besitz der Krone, verfiel aber erneut und 1600 wurden die Gebäude als „alt und ruinös“ bezeichnet. Irgendwann Ende des 16. oder Anfang des 17. Jahrhunderts ließ die Familie Lennox nordwestlich an das Torhaus und die damals noch umfangreichen Ruinen des Donjons ein Haus anbauen. Dieses Haus wurde 1725 von Samuel Buck skizziert und ist als großes zweistöckiges Gebäude mit Stehgauben auf einem stark geneigten Dach abgebildet. Heute sind keinerlei Überreste dieses Hauses mehr erhalten, auch wenn man seine Dachlinie noch an der Nordseite des Torhauses erkennen kann.
1603 wurde die Grundherrschaft an Edward Bruce (später Lord Bruce of Kinloss) verlehnt und der Titel eines Lord Bruce of Whorlton 1641 an seinen jüngeren Sohn Thomas verliehen. Thomas’ Sohn Robert Bruce wurde 1664 zum 1. Earl of Ailesbury ernannt. Anfang des 19. Jahrhunderts war die Ruine des Donjons größtenteils verschwunden, wie aus einer Lithografie aus dieser Zeit zu erkennen ist. 1875 wurde eine große Menge Bausteine aus der Burgruine entnommen, um die Dorfkirche von Swainby zu bauen. Die Familie Ailesbury behielt Burgruine und Grundherrschaft bis zum Ende des 19. Jahrhunderts, dann wurden sie an James Emerson aus Easby Hall verkauft.
Die Burgruine ist derzeit in privater Hand, nachdem sie Osbert Peake, 1. Viscount Ingleby, Mitte des 20. Jahrhunderts als Teil eines Jagdgeländes gekauft hatte. 1928 wurde das Anwesen als historisches Bauwerk gelistet und ist heute ein historisches Bauwerk I. Grades. In den 1960er-Jahren ließ das Ministry of Works die Struktur des Torhauses reparieren, aber es blieb dennoch offen den Elementen ausgesetzt.

## Beschreibung der Gebäude und der Umgebung
Das Torhaus aus der Mitte des 14. Jahrhunderts ist der wichtigste erhaltene Überrest von Whorlton Castle. Es ist eine Hülle ohne Dach und ohne Decken, drei Stockwerke hoch und aus Sandstein-Werkstein in rechteckigem Grundriss errichtet. Es ist 17,68 Meter lang und 10 Meter breit. Die Außenwände sind bis zu einer Höhe von 6,0–8,5 Meter erhalten. Die Dicke der Mauern variiert zwischen 1,73 Metern und 2,3 Metern. Von den Innenwänden und Decken ist nichts mehr erhalten.
Auf beiden Seiten des Torhauses gibt es zwei große Eingänge mit Segmentbögen, die von Fenstern in Kreuzform flankiert werden. Jeder der Eingänge ist etwa 3 Meter breit und 3,3 Meter hoch. Über dem östlichen Eingang, dem Haupteingang, sind drei behauene Schilde auf gespitzten Paneelen angebracht. Auf diesen Schilden sind die Wappen der Darcys (Mitte), der Meynells (rechts) und der Grays (links) abgebildet; das letztere weist auf die Heirat von Philip Darcy mit Elizabeth Gray Ende des 14. Jahrhunderts hin. Oberhalb dieser Schilde befindet sich ein weiterer, einzelner Schild, der die vereinigten Wappen der Darcys und der Meynells zeigt; er weist auf die ursprüngliche Heirat hin, die die beiden Familien vereinte und die Burg in die Hände der Darcys brachte. Die Eingänge waren ursprünglich durch Fallgatter aus Holz oder Metall gesichert, die mit Winden in die Mauern des Torhauses angehoben oder von dort abgesenkt werden konnten. Die Einkerbungen der Fallgatter sieht man heute noch.
Nachdem sie die Eingänge durchschritten hatten, mussten die Besucher durch einen gewölbten Mittelgang gehen, von dem heute noch einige Elemente sichtbar sind. Auf beiden Seiten dieses Mittelgangs befanden sich eine Reihe großer Räume mit kleinen, in die Mauern eingelassenen Kammern – vermutlich Wachräumen – und eine große Halle lag im Obergeschoss darüber. Die Überreste der offenen Kamine kann man heute noch im Erdgeschoss und im Obergeschoss sehen. Eine Wendeltreppe in einem Turm vermittelte den Zugang zu den oberen Stockwerken. Man konnte dorthin nicht aus dem Erdgeschoss des Torhauses gelangen, sondern durch einen Eingang mit Rundbogen in der Nordwestwand des Gebäudes. Man kann diese Treppe noch bis zu den Überresten des Obergeschosses emporsteigen, auch wenn die Decke des Erdgeschosses nicht mehr existiert. An der Nordwestmauer des Torhauses kann man noch die Dachlinie des heute verschwundenen, späteren Hauses sehen.

### Ruinen von Whorlton Castle

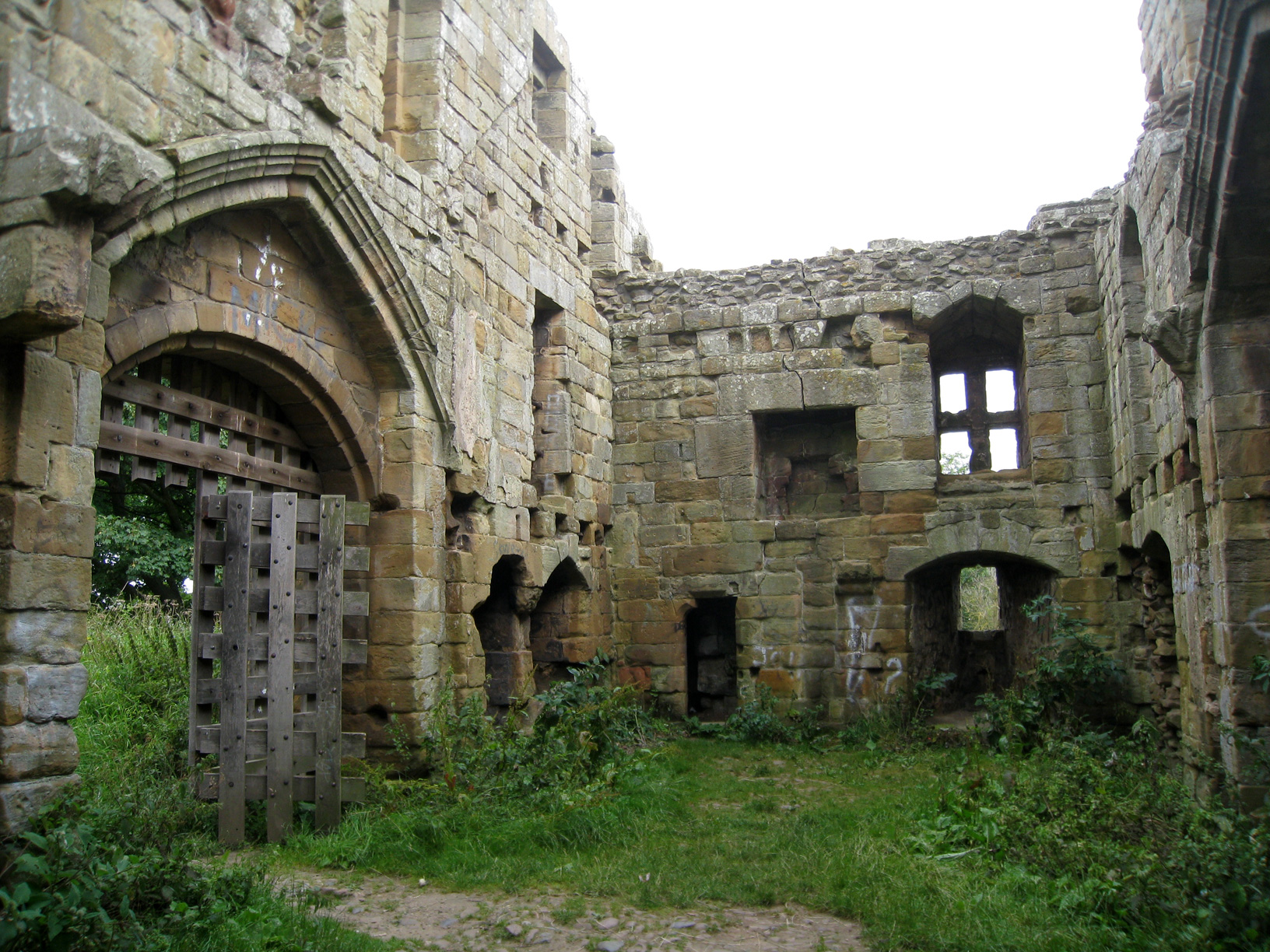
Inneres des Torhauses von Whorlton Castle
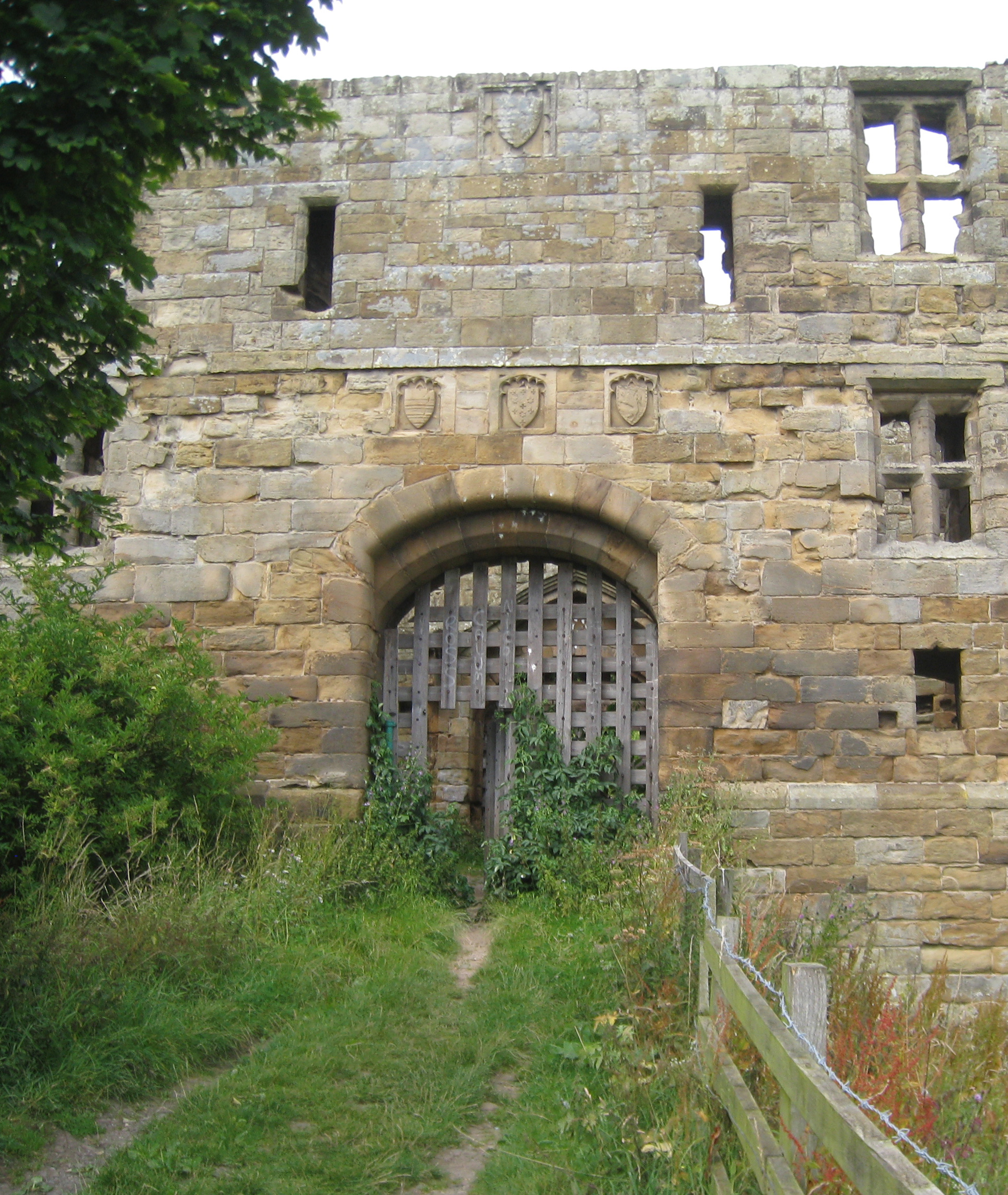
Östlicher Eingang des Torhauses mit den Schilden der Darcys, der Meynells und der Greys.
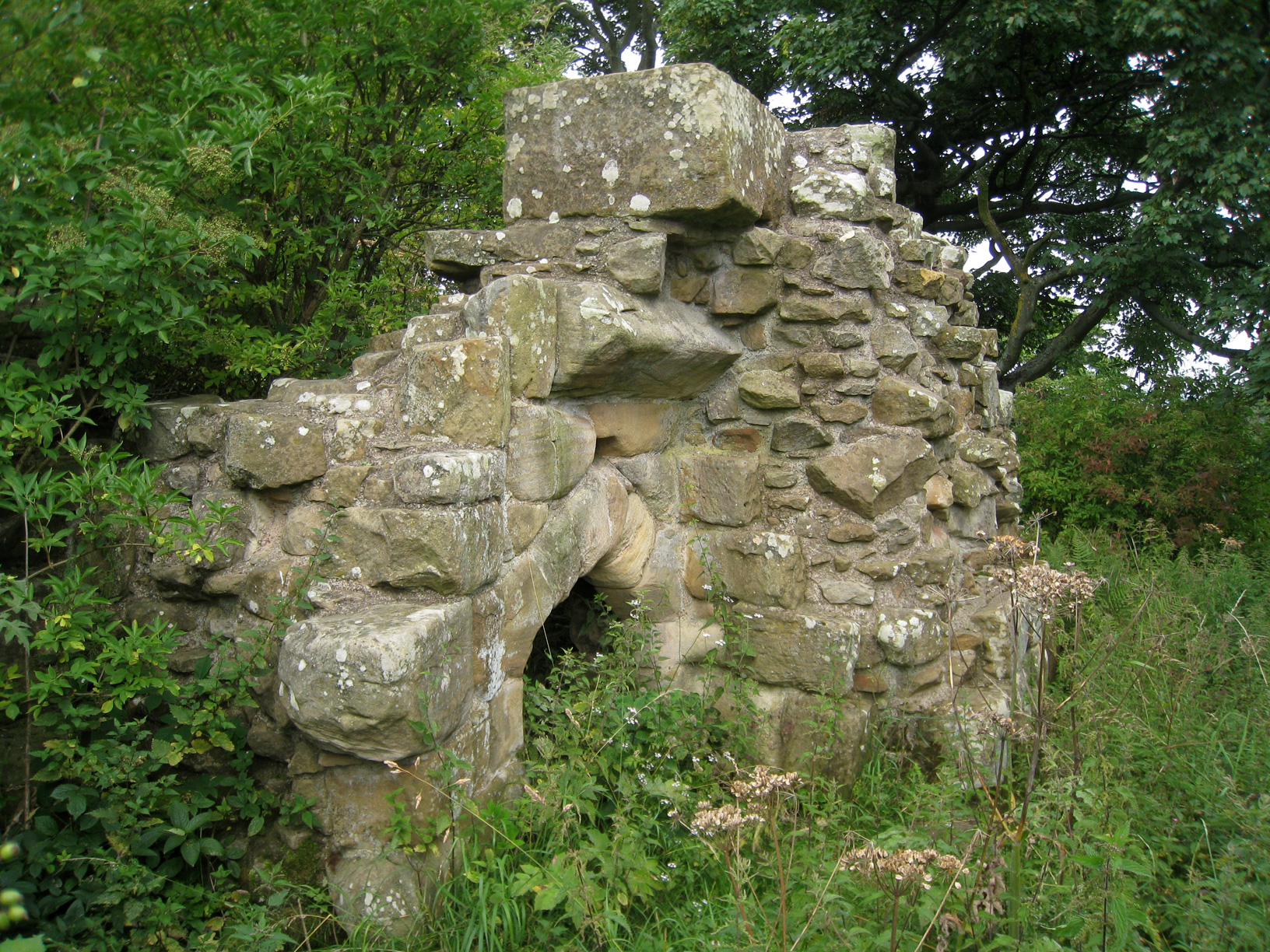
Fragment des Hauptgebäudes von Whorlton Castle

Der Donjon lag etwa 22 Meter westlich am anderen Ende des Burghofes. Die einzigen, bis heute erhaltenen Überreste sind Fragmente der Gewölbekeller oder Untergeschosse, dessen größter 9 Meter × 4 Meter misst. Sie sind vermutlich normannischen Ursprungs und bilden den ältesten Teil der umfangreichen Ruinen auf dem Gelände. Mitte des 19. Jahrhunderts nutzte ein örtlicher Bauer die Keller der Burgruine angeblich als Schweinestall. Die Keller sind heute überwachsen und teilweise mit Schutt verfüllt.
Ein großes Gebiet in der umgebenden Landschaft ist ebenfalls mit der Burg verbunden. Ein Großteil des Landes wurde im Mittelalter kultiviert und die Spuren der Pflüge sind heute noch sichtbar. Das unmittelbar an die Burg anschließende Gebiet wurde im Spätmittelalter als Landschaftspark gestaltet; in zwei rechteckigen Einfriedungen wenig östlich des Burghofes wurden Ziergärten angelegt. Jeder dieser Gärten war 40 Meter × 20 Meter groß und von 1 Meter hohen Erdwällen umgeben. Östlich der Gärten gab es einen rechteckigen Teich, 190 Meter lang, 20 Meter breit und bis zu 3 Meter tief. Man denkt, dass dies ein Fischteich war, aber seine Größe lässt dies unwahrscheinlich erscheinen. Ein Rehpark wurde südlich der Burg angelegt und man sagt, dass König Richard II. dort einst jagte. Der Landschaftspark und das Gelände des verlassenen Dorfes Whorlton bilden zusammen mit der Burgruine ein Scheduled Monument.

## Erhaltungpläne
Das Torhaus ist in schlechtem Zustand und wurde in das Heritage-at-Risk-Register aufgenommen. Das Gebäude wurde wiederholt von Vandalen beschädigt und leidet auch unter dem Einfluss der Witterung. Das Gelände befindet sich innerhalb der Grenzen des ‘’North York Moors National Park’’ und die Nationalparkverwaltung, English Heritage und der Eigentümer des Geländes haben sich auf einen Plan zur Erhaltung des Anwesens geeinigt. In einem Bericht an die Parkverwaltung aus dem Jahr 2005 werden verschiedene Möglichkeiten dargestellt, z. B. die Erhaltung der Gebäude als Ruinen bei gleichzeitiger Verbesserung der Sicherheit durch Anstellung eines Wächters oder den Umbau des Torhauses in ein bewohnbares Haus, das als Wohnhaus oder Ferienhaus dienen könnte. Auch an die Beschäftigung einer örtlichen Freiwilligengruppe für die Verwaltung und Unterhaltung des Anwesens hat man gedacht. Die Autoren des Berichtes empfahlen den Umbau des Torhauses. In dem Bericht zog man den Schluss, dass „die Erhaltung des Status quo keine akzeptable Option sei, weil die historischen Gemäuer und der Ausgrabungsstätten durch Vandalen fortwährend beschädigt würden, [diese Lösung] ein unvergleichlicher öffentlicher Genuss sei und künftige Reparaturen und die Unterhaltung des Anwesens unwirtschaftlich seien“. English Heritage finanzierte zum Teil eine Machbarkeitsstudie über den Umbau des Torhauses in ein Wohnhaus. Allerdings fielen diese Pläne wegen des Zusammenbruchs in der Verwaltung des Vivat Trust, der den Umbau vorgeschlagen hatte, durch.